# Tannefors slussar

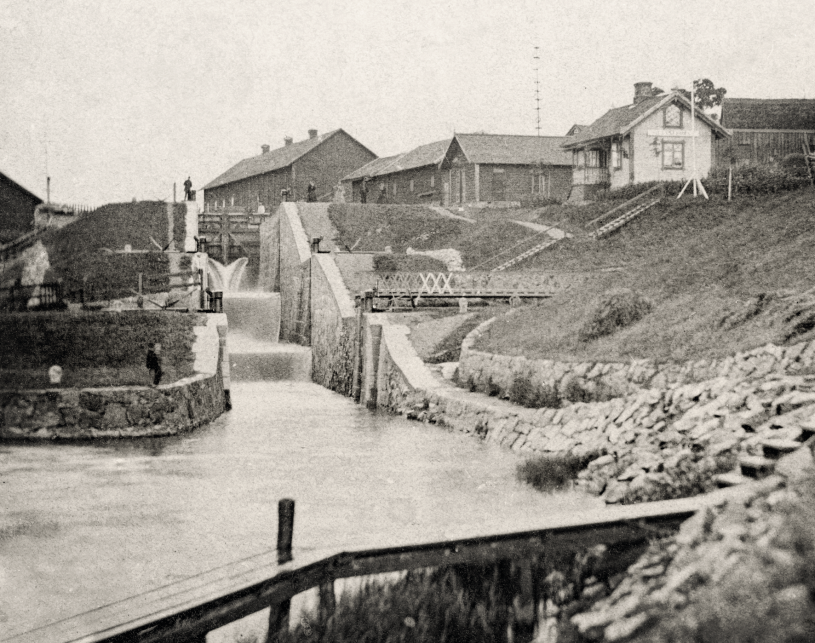
Tannefors slussar, med slussvaktarstugan från 1871 till höger, 1875. Foto: Frans Dyring.

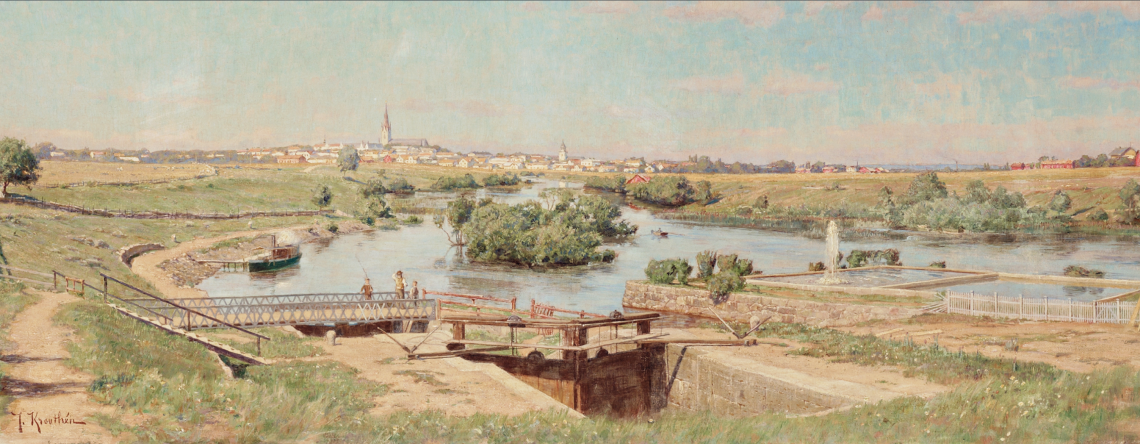
Utsikt över Linköping från Tannefors, 1884. Målning av Johan Krouthén

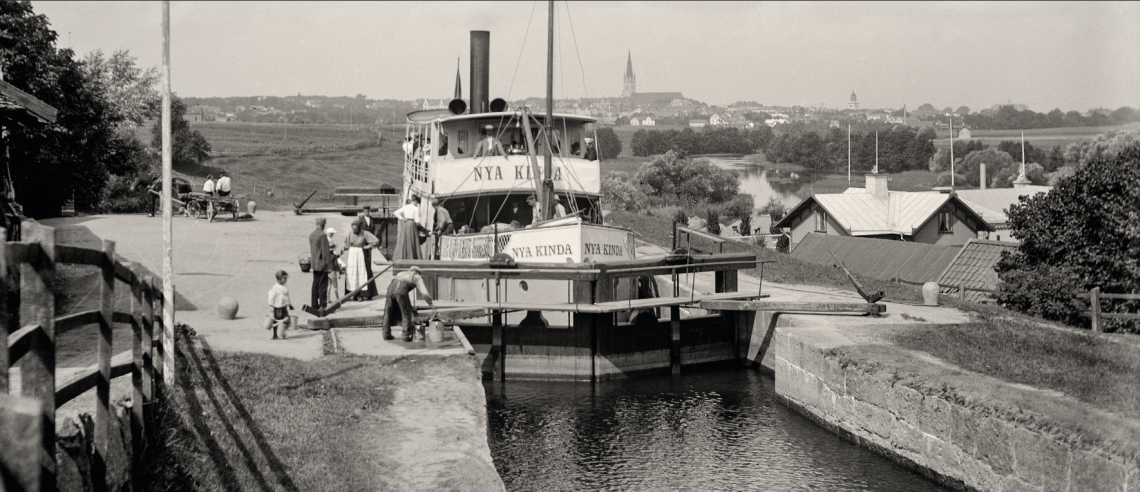
S/S Nya Kinda i Tannefors slussar på väg söderut i Kinda kanal, 1902. Foto: Didrik von Essen.

Tannefors slussar är en slusstrappa i Kinda kanal i Tannefors i Linköping. Slusstrappan har tre slusskammare med en sammanlagd höjdskillnad på 10,5 meter.
När slussarna byggdes från 1865, låg Tannefors på landsbygden utanför Linköping. Före slussbygget fanns det i Tannefors en tätbebyggd kvarnby runt forsarna i Stångån. Bygget påbörjades 1865 och pågick i fem år. Förutom slussen byggdes två broar, en svängbro av trä ovanför slussarna och en rullbro av järn nedanför, samt en slussvaktarbostad. Slussarna sköttes manuellt av en slussvaktare. Slussvaktarbostaden finns kvar.
Efter det att kanalen färdigställts, byggdes Linköpings första vattenreningsverk av ett privat företag vid slussarna. Vattenverket användes fram till 1918, och därefter anlades på 1930-talet parken Sågholmen på ön. Reningsverkets byggnader revs 1977.